# ریکاردو دارین
ریکاردو آلبرتو دارین (اسپانیایی: Ricardo Alberto Darín‎؛ زاده ۱۶ ژانویه ۱۹۵۷) بازیگر، فیلم‌نامه‌نویس و کارگردان آرژانتینی است. بسیاری او را یکی از بهترین و پُربارترین بازیگران سینمای آرژانتین می‌دانند.
وی که یکی از بزرگترین و ستایش‌شده‌ترین بازیگران کشورش محسوب می‌شود، کارش را با بازی در قسمت‌های متفاوتی از سریال‌های مختلف تلویزیونی آغاز کرد و در آنجا به عنوان یک بازیگر برجستهٔ جوان مطرح شد. از نقش‌آفرینی‌های برجسته او می‌توان به ناین کوئینز (۲۰۰۰)، پسر عروس (۲۰۰۱)، ماه آویاندا (۲۰۰۴)، اوهام (۲۰۰۵) و سیگنال (۲۰۰۷) اشاره کرد.
او در فیلم راز چشمان آن‌ها (۲۰۰۹) هم بازی کرد که برندهٔ جایزه اسکار بهترین فیلم بین‌المللی در هشتاد و دومین دوره جوایز اسکار شد. در سال ۲۰۱۱ بنیاد فرهنگی کونکس جایزهٔ الماس‌آذین خود را که یکی از نیکنام‌ترین جوایز آرژانتین است، به سبب آنکه وی مهمترین شخصیت حوزهٔ سرگرمی در دههٔ گذشته کشور بوده‌است، به او تقدیم کرد. در سال ۲۰۱۵
وی بابت هنرنمایی در فیلم ترومن برندهٔ جایزه گویای بهترین بازیگر نقش اول مرد شد.

## اوایل زندگی
ریکاردو دارین در شهر بوئنوس آیرس در آرژانتین به‌دنیا آمد. پدرش ریکاردو دارین سینیور و مادرش رکسانا دارین، هر دو بازیگر سینما بودند. تبار خانوادگی آنها ایتالیایی و لبنانی است و پیوند عمیقی با جامعهٔ هنری نمایش داشته‌اند. پدر و مادر ریکاردو دارین در سال ۱۹۶۹ میلادی، هنگامی که او ۱۲ سال داشت، از هم جدا شدند. پدر ریکاردو در ۵ ژانویهٔ ۱۹۸۹ بر اثر سرطان درگذشت.

## زندگی شخصی

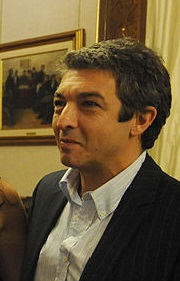
ریکاردو دارین

دارین در سال ۱۹۸۸ با فلورنسیا باس ازدواج کرد که با هم دو فرزند به نام‌های چینو و کلارا به‌دنیا آوردند. خواهر کوچکتر او آلخاندرا دارین هم بازیگر سینما، تئاتر و تلویزیون است.
دارین پیشنهاد بازی در نقش یک قاچاقچی مواد مخدر در فیلم مردی در آتش به کارگردانی تونی اسکات را رد کرد، چرا که از کلیشه‌سازی منفی هالیوود از اهالی آمریکای جنوبی ناخرسند بود و آن را مردود می‌دانست.
از سال ۲۰۱۶، ریکاردو دارین یکی از حامیان دریماگو است که یک انجمن بین‌المللی فیلم‌نامه‌نویسان است.

## گزیدهٔ نقش‌آفرینی‌ها

### سینما
- بازندگان قهرمان (۲۰۱۹)
- همه می‌دانند (۲۰۱۸)
- برف سیاه (۲۰۱۷)
- اجلاس سران (۲۰۱۷)
- ترومن (۲۰۱۵)
- دلیریوم (۲۰۱۴)
- قصه‌های وحشیانه (۲۰۱۴)
- طبقه هفتم (۲۰۱۳)
- رساله‌ای درباره یک قتل (۲۰۱۳)
- یک تپانچه در هر دست (۲۰۱۳)
- فیل سفید (۲۰۱۲)
- یک داستان چینی (۲۰۱۱)
- کارانچو (۲۰۱۰)
- رقصنده و دزد (۲۰۰۹)
- راز چشمان آن‌ها (۲۰۰۹)
- ایکس‌ایکس‌وای (۲۰۰۷)
- سیگنال (۲۰۰۷)
- تعلیم پریان (۲۰۰۶)
- اوهام (۲۰۰۵)
- ماه آویاندا (۲۰۰۴)
- کامچاتکا (۲۰۰۲)
- فرار (۲۰۰۱)
- پسر عروس (۲۰۰۱)
- ناین کوئینز (۲۰۰۰)
- همان عشق، همان باران (۱۹۹۹)
- فانوس دریایی (۱۹۹۸)
- شکست برای شکست (۱۹۹۳)
- بیگانه (۱۹۸۷)
- دیسکوی عشق (۱۹۸۰)
- ساحل عشق (۱۹۸۰)

### تلویزیون
- مجردمانده‌ها (۲۰۱۰)
- ستاره کوچک من (۱۹۸۷)